# Le Villey
Le Villey är en kommun i departementet Jura i regionen Bourgogne-Franche-Comté i östra Frankrike. Kommunen ligger i kantonen Chaumergy som tillhör arrondissementet Lons-le-Saunier. År 2022 hade Le Villey 92 invånare.

## Befolkningsutveckling
Antalet invånare i kommunen Le Villey
Referens:INSEE